# Az Egy rém rendes család epizódjainak listája
Egy rém rendes család epizódlista:3. Házassági évforduló

## Évados áttekintés
| Évad | Évad | Részek száma | Részek száma | Eredeti sugárzás     | Eredeti sugárzás | Eredeti adó |
| Évad | Évad | Részek száma | Részek száma | Évadbemutató         | Évadzáró         | Eredeti adó |
| ---- | ---- | ------------ | ------------ | -------------------- | ---------------- | ----------- |
|      | 1.   | 13           | 13           | 1987. április 5.     | 1987. június 28. | FOX         |
|      | 2.   | 22           | 22           | 1987. szeptember 27. | 1988. május 1.   | FOX         |
|      | 3.   | 22           | 22           | 1988. november 6.    | 1989. május 21.  | FOX         |
|      | 4.   | 23           | 23           | 1989. szeptember 3.  | 1990. május 13.  | FOX         |
|      | 5.   | 25           | 25           | 1990. szeptember 23. | 1991. május 19.  | FOX         |
|      | 6.   | 26           | 26           | 1991. szeptember 8.  | 1992. május 17.  | FOX         |
|      | 7.   | 26           | 26           | 1992. szeptember 13. | 1993. május 23.  | FOX         |
|      | 8.   | 26           | 26           | 1993. szeptember 5.  | 1994. május 22.  | FOX         |
|      | 9.   | 26           | 26           | 1994. szeptember 4.  | 1995. május 21.  | FOX         |
|      | 10.  | 26           | 26           | 1995. szeptember 17. | 1996. május 19.  | FOX         |
|      | 11.  | 24           | 24           | 1996. szeptember 29. | 1997. június 9.  | FOX         |

## 1. évad (1987)
| Sor. | Év. | Cím                                                     | Rendező       | Író                                                | Premier           |
| ---- | --- | ------------------------------------------------------- | ------------- | -------------------------------------------------- | ----------------- |
| 1.   | 1.  | Új szomszédok (Pilot)                                   | Linda Day     | Ron Leavitt & Michael G. Moye                      | 1987. április 5.  |
| 2.   | 2.  | Peggy és a stewardesek (Thinergy)                       | Linda Day     | Ron Leavitt & Michael G. Moye                      | 1987. április 12. |
| 3.   | 3.  | Jaj a betörőknek (But I Didn't Shoot the Deputy)        | Linda Day     | Ron Burla                                          | 1987. április 19. |
| 4.   | 4.  | Egy zsák alma (Whose Room Is It Anyway)                 | Zane Buzby    | Marcy Vosburgh & Sandy Sprung                      | 1987. április 26. |
| 5.   | 5.  | Autóőrület (Have You Driven a Ford Lately?)             | Linda Day     | Richard Gurman & Katherine Green                   | 1987. május 3.    |
| 6.   | 6.  | Házassági évforduló (Sixteen Years and What Do You Get) | Linda Day     | Katherine Green & Richard Gurman                   | 1987. május 10.   |
| 7.   | 7.  | Nős - gyerekek nélkül (Married... without Children)     | Linda Day     | Történet: Matt Geller Tévéjáték: Ralph R. Farquhar | 1987. május 17.   |
| 8.   | 8.  | A pókerjátszma (The Poker Game)                         | Brian Levant  | Ron Leavitt & Michael G. Moye                      | 1987. május 24.   |
| 9.   | 9.  | Peggy belép a munkásosztályba (Peggy Sue Got Work)      | Linda Day     | Ellen L. Fogle                                     | 1987. május 31.   |
| 10.  | 10. | Al kísértése (Al Loses His Cherry)                      | Arlando Smith | Marcy Vosburgh & Sandy Sprung                      | 1987. június 7.   |
| 11.  | 11. | Rémálom Al utcájában (Nightmare on Al's Street)         | Linda Day     | Michael G. Moye                                    | 1987. június 14.  |
| 12.  | 12. | Nem félünk a főnöktől (Where's the Boss)                | Linda Day     | Marcy Vosburgh & Sandy Sprung                      | 1987. június 21.  |
| 13.  | 13. | A terveket lelövik, ugye? (Johnny B. Gone)              | Linda Day     | Katherine Green & Richard Gurman                   | 1987. június 28.  |

## 2. évad (1987-1988)
| Sor. | Év. | Cím                                                               | Rendező     | Író                                                                   | Premier              |
| ---- | --- | ----------------------------------------------------------------- | ----------- | --------------------------------------------------------------------- | -------------------- |
| 14.  | 1.  | Gyilkos az emeleten, 1. rész (Poppy's By the Tree, Part 1)        | Linda Day   | Michael G. Moye & Ron Leavitt                                         | 1987. szeptember 27. |
| 15.  | 2.  | Gyilkos az emeleten, 2. rész (Poppy's By the Tree, Part 2)        | Linda Day   | Michael G. Moye & Ron Leavitt                                         | 1987. szeptember 27. |
| 16.  | 3.  | Ha én gazdag lennék (If I Were a Rich Man)                        | Linda Day   | Sandy Sprung & Marcy Vosburgh                                         | 1987. október 4.     |
| 17.  | 4.  | Brúnó, a nagy kan (Buck Can Do It)                                | Linda Day   | Michael G. Moye & Ron Leavitt                                         | 1987. október 11.    |
| 18.  | 5.  | Női szórakozás, 1. rész (Girls Just Want to Have Fun, Part 1)     | Linda Day   | Tracy Gamble & Richard Vaczy                                          | 1987. október 18.    |
| 19.  | 6.  | Női szórakozás, 2. rész (Girls Just Want to Have Fun, Part 2)     | Linda Day   | Tracy Gamble & Richard Vaczy                                          | 1987. október 18.    |
| 20.  | 7.  | Akiért a harang szól (For Whom the Bell Tolls)                    | Linda Day   | Richard Gurman & Katherine Green                                      | 1987. október 25.    |
| 21.  | 8.  | Élet autó nélkül (Born to Walk)                                   | Linda Day   | John Vorhaus                                                          | 1987. november 1.    |
| 22.  | 9.  | A fogadás (Alley of the Dolls)                                    | Linda Day   | Sandy Sprung & Marcy Vosburgh                                         | 1987. november 8.    |
| 23.  | 10. | Borotvaélen (The Razor's Edge)                                    | Gerry Cohen | Ellen L. Fogle                                                        | 1987. november 15.   |
| 24.  | 11. | A legszörnyűbb bosszú (How Do You Spell Revenge?)                 | Linda Day   | Ralph R. Farquhar                                                     | 1987. november 22.   |
| 25.  | 12. | Fodros felhők (Earth Angel)                                       | Linda Day   | Ellen L. Fogle                                                        | 1987. december 6.    |
| 26.  | 13. | Karácsony Bundyéknál (You Better Watch Out)                       | Linda Day   | Katherine Green & Richard Gurman                                      | 1987. december 20.   |
| 27.  | 14. | Bud hobbija (Guys and Dolls)                                      | Linda Day   | Sandy Sprung & Marcy Vosburgh                                         | 1988. január 10.     |
| 28.  | 15. | Bundy-ék és az egerek (Build a Better Mousetrap)                  | Linda Day   | Történet: J. Stanford Parker Tévéjáték: Michael G. Moye & Ron Leavitt | 1988. január 24.     |
| 29.  | 16. | Gazdagok és csórók (Master the Possibilities)                     | Linda Day   | Ron Leavitt & Michael G. Moye                                         | 1988. február 7.     |
| 30.  | 17. | Peggy szereti Alt – ja, ja, ja (Peggy Loves Al, Yeah, Yeah, Yeah) | Gerry Cohen | Ralph R. Farquhar                                                     | 1988. február 14.    |
| 31.  | 18. | A nagy szökés (The Great Escape)                                  | Linda Day   | Ellen L. Fogle                                                        | 1988. február 21.    |
| 32.  | 19. | Kocsimpotencia (Impo-Dent)                                        | Gerry Cohen | Sandy Sprung & Marcy Vosburgh                                         | 1988. február 28.    |
| 33.  | 20. | Az újdonsült házaspár (Just Married... with Children)             | Linda Day   | Ellen L. Fogle                                                        | 1988. március 6.     |
| 34.  | 21. | Pénz áll a házhoz (Father Lode)                                   | Linda Day   | Jerry Perzigian                                                       | 1988. március 13.    |
| 35.  | 22. | Az álomcsalád (All in the Family)                                 | Linda Day   | Marcy Vosburgh & Sandy Sprung                                         | 1988. május 1.       |

## 3. évad (1988-1989)
| Sor. | Év. | Cím                                                                   | Rendező           | Író                                                               | Premier            | Nézettség    |
| ---- | --- | --------------------------------------------------------------------- | ----------------- | ----------------------------------------------------------------- | ------------------ | ------------ |
| 36.  | 1.  | Al és a jószívű kismozdony (He Thought He Could)                      | Gerry Cohen       | Ron Leavitt & Michael G. Moye                                     | 1988. november 6.  | n.a          |
| 37.  | 2.  | Királyi verejték (I'm Going to Sweatland)                             | Gerry Cohen       | Történet: Carl Studebaker Tévéjáték: Pamela Wick & Susan Cridland | 1988. november 20. | n.a          |
| 38.  | 3.  | A rekord (Poke High)                                                  | Gerry Cohen       | Ralph R. Farquhar                                                 | 1988. november 27. | n.a          |
| 39.  | 4.  | Al medvére vadászik (The Camping Show (A Period Piece))               | Gerry Cohen       | Sandy Sprung & Marcy Vosburgh                                     | 1988. december 11. | 12,70 millió |
| 40.  | 5.  | A vécék császára (A Dump of My Own)                                   | Gerry Cohen       | Ron Leavitt & Michael G. Moye                                     | 1989. január 8.    | 16,70 millió |
| 41.  | 6.  | Kebelbarátok (Her Cups Runneth Over)                                  | Gerry Cohen       | Marcy Vosburgh & Sandy Sprung                                     | 1989. január 15.   | 18,70 millió |
| 42.  | 7.  | Kopaszklub (The Bald and the Beautiful)                               | John Sgueglia     | Jules Dennis & Richard Mueller                                    | 1989. január 29.   | 17,80 millió |
| 43.  | 8.  | A jóslat (The Gypsy Cried)                                            | Gerry Cohen       | Richard Gurman                                                    | 1989. február 5.   | 18,50 millió |
| 44.  | 9.  | Rekviem egy halott fodrászért (Requiem for a Dead Barber)             | James E. Hornbeck | Ron Leavitt & Michael G. Moye                                     | 1989. február 12.  | 21,60 millió |
| 45.  | 10. | Intim órák (I'll See You in Court)                                    | Gerry Cohen       | Jeanne Baruch & Jeanne Romano                                     | 2002. június 18.   | n.a          |
| 46.  | 11. | Menjünk el vacsorázni (Eatin' Out)                                    | Gerry Cohen       | Sandy Sprung & Marcy Vosburgh                                     | 1989. február 19.  | 19,90 millió |
| 47.  | 12. | Az én anyám a legmenőbb (My Mom, the Mom)                             | Gerry Cohen       | Történet: Jan Rosenbloom Tévéjáték: Lesa Kite & Cindy Begel       | 1989. február 26.  | 21,10 millió |
| 48.  | 13. | Ne kérj fel, nem táncolok (Can't Dance, Don't Ask Me (Kelly's Dance)) | Gerry Cohen       | Történet: Gabrielle Topping Tévéjáték: Robert Ulin                | 1989. március 19.  | 19,70 millió |
| 49.  | 14. | Másodállás (A Three Job, No Income Family)                            | Gerry Cohen       | Richard Gurman                                                    | 1989. március 19.  | 17,40 millió |
| 50.  | 15. | Ökölharc (The Harder They Fall)                                       | Gerry Cohen       | Ellen L. Fogle                                                    | 1989. március 26.  | 16,20 millió |
| 51.  | 16. | A ház, amelynek lába kelt (The House That Peg Lost)                   | Gerry Cohen       | Steve Granat & Mel Sherer                                         | 1989. április 9.   | 19,30 millió |
| 52.  | 17. | Az est szépe, 1. rész (Married... with Prom Queen)                    | Gerry Cohen       | Ellen L. Fogle                                                    | 1989. április 23.  | 17,50 millió |
| 53.  | 18. | Az est szépe, 2. rész (Married... with Prom Queen: The Sequel)        | Gerry Cohen       | Ellen L. Fogle                                                    | 1989. április 30.  | 17,70 millió |
| 54.  | 19. | A páratlan amígó (The Dateless Amigo)                                 | Gerry Cohen       | Sara V. Finney & Vida Spears                                      | 1989. május 7.     | 17,80 millió |
| 55.  | 20. | Számítógép Bundy-éknál (The Computer Show)                            | Gerry Cohen       | Ralph R. Farquhar                                                 | 1989. május 14.    | 14,10 millió |
| 56.  | 21. | A parti párti (Life's a Beach)                                        | Gerry Cohen       | Ralph R. Farquhar                                                 | 1989. május 21.    | 17,50 millió |
| 57.  | 22. | Szoba, belátással (Here's Lookin' at You, Kid)                        | Gerry Cohen       | Történet: Len O'Neill Tévéjáték: Jeanne Baruch & Jeanne Romano    | 1989. május 21.    | 17,50 millió |

## 4. évad (1989-1990)
| Sor. | Év. | Cím                                                                       | Rendező         | Író                                                                  | Premier              | Nézettség    |
| ---- | --- | ------------------------------------------------------------------------- | --------------- | -------------------------------------------------------------------- | -------------------- | ------------ |
| 58.  | 1.  | Frissensült (Hot Off the Grill)                                           | Gerry Cohen     | Történet: Gabrielle Topping Tévéjáték: Michael G. Moye & Ron Leavitt | 1989. szeptember 3.  | 17,90 millió |
| 59.  | 2.  | Hullajó kondíció (Dead Men Don't Do Aerobics)                             | Gerry Cohen     | Katherine Green                                                      | 1989. szeptember 10. | 22,20 millió |
| 60.  | 3.  | Brúnó hazatér (Buck Saves the Day)                                        | Gerry Cohen     | Marcy Vosburgh & Sandy Sprung                                        | 1989. szeptember 24. | 17,30 millió |
| 61.  | 4.  | Irány a fogorvos (Tooth or Consequences)                                  | Gerry Cohen     | Történet: Will Rogers Tévéjáték: Sheldon Krasner & David Saling      | 1989. október 1.     | 20,40 millió |
| 62.  | 5.  | Nem egy nagy durranás ő, de az enyém (He Ain't Much, But He's Mine)       | Gerry Cohen     | Lisa Rosenthal                                                       | 1989. október 8.     | 21,30 millió |
| 63.  | 6.  | A cserediák (Fair Exchange)                                               | Gerry Cohen     | Al Aidekman                                                          | 1989. október 29.    | 21,50 millió |
| 64.  | 7.  | Kutatás Miss Október után (Desperately Seeking Miss October)              | Gerry Cohen     | Arthur Silver & Steve Bing                                           | 1989. november 5.    | 19,10 millió |
| 65.  | 8.  | Bundyék nappalija (976-SHOE)                                              | Gerry Cohen     | Sandy Sprung & Marcy Vosburgh                                        | 1989. november 12.   | 18,70 millió |
| 66.  | 9.  | Ó, micsoda érzés! (Oh, What a Feeling)                                    | Gerry Cohen     | Ron Leavitt & Michael G. Moye                                        | 1989. november 19.   | 20,30 millió |
| 67.  | 10. | Menjünk az állatkertbe (At the Zoo)                                       | Gerry Cohen     | Katherine Green                                                      | 1989. november 26.   | 18,90 millió |
| 68.  | 11. | Ajándékmentes Karácsonyi ünnepeket, 1. rész (It's a Bundyful Life Part 1) | Gerry Cohen     | Michael G. Moye & Ron Leavitt                                        | 1989. december 17.   | 31,40 millió |
| 69.  | 12. | Ajándékmentes Karácsonyi ünnepeket, 2. rész (It's a Bundyful Life Part 2) | Gerry Cohen     | Michael G. Moye & Ron Leavitt                                        | 1989. december 17.   | 31,40 millió |
| 70.  | 13. | Ki állítja el az esőt? (Who'll Stop the Rain)                             | Gerry Cohen     | Kevin Curran                                                         | 1990. január 7.      | 20,10 millió |
| 71.  | 14. | Adózás (A Taxing Problem)                                                 | Gerry Cohen     | Paul Diamond                                                         | 1990. január 14.     | 23,60 millió |
| 72.  | 15. | Sztá-rock (Rock and Roll Girl)                                            | Linda Day       | Ellen L. Fogle                                                       | 1990. február 4.     | 22,60 millió |
| 73.  | 16. | Vigasz Vegasban, 1. rész (You Gotta Know When to Hold 'Em: Part 1)        | Gerry Cohen     | Sioux Doanham                                                        | 1990. február 11.    | 23,10 millió |
| 74.  | 17. | Vigasz Vegasban, 2. rész (You Gotta Know When to Fold 'Em: Part 2)        | Gerry Cohen     | Kevin Curran                                                         | 1990. február 18.    | 25,20 millió |
| 75.  | 18. | Akit a kígyó megmart (What Goes Around Comes Around)                      | Gerry Cohen     | Ellen L. Fogle                                                       | 1990. február 25.    | 26,10 millió |
| 76.  | 19. | Peggy ünnepel (Peggy Turns 300)                                           | Tony Singletary | Katherine Green                                                      | 1990. március 25.    | 28,20 millió |
| 77.  | 20. | Tanulni (Peggy Made a Little Lamb)                                        | Gerry Cohen     | Ellen L. Fogle                                                       | 1990. április 15.    | 28,60 millió |
| 78.  | 21. | Változékony idők (Raingirl)                                               | Gerry Cohen     | Kevin Curran                                                         | 1990. április 29.    | 27,10 millió |
| 79.  | 22. | Gyötrő lábálom (The Agony of Defeet)                                      | Gerry Cohen     | Diane Burroughs & Joey Gutierrez                                     | 1990. május 6.       | 25,00 millió |
| 80.  | 23. | Végkiárusítás (Yard Sale)                                                 | Gerry Cohen     | Marcy Vosburgh & Sandy Sprung                                        | 1990. május 13.      | 25,50 millió |

## 5. évad (1990-1991)
| Sor. | Év. | Cím                                                     | Rendező     | Író                                                | Premier              | Nézettség    |
| ---- | --- | ------------------------------------------------------- | ----------- | -------------------------------------------------- | -------------------- | ------------ |
| 81.  | 1.  | A munka ünnepe (We'll Follow the Sun)                   | Gerry Cohen | Ron Leavitt & Michael G. Moye                      | 1990. szeptember 23. | 19,30 millió |
| 82.  | 2.  | Apa és lánya (Al... with Kelly)                         | Gerry Cohen | Történet: Gabrielle Topping Tévéjáték: Stacie Lipp | 1990. szeptember 30. | 22,80 millió |
| 83.  | 3.  | Kártérítési per (Sue Casa, His Casa)                    | Gerry Cohen | Kevin Curran                                       | 1990. október 7.     | 19,80 millió |
| 84.  | 4.  | A játékos (The Unnatural)                               | Gerry Cohen | Katherine Green                                    | 1990. október 14.    | 21,90 millió |
| 85.  | 5.  | Táncórák egészen kezdőnek (The Dance Show)              | Gerry Cohen | Arthur Silver                                      | 1990. október 21.    | 23,50 millió |
| 86.  | 6.  | Kelly visszavág (Kelly Bounces Back)                    | Gerry Cohen | Al Aidekman                                        | 1990. október 28.    | 20,90 millió |
| 87.  | 7.  | Földönkívüliek (Married... with Aliens)                 | Gerry Cohen | Ellen L. Fogle                                     | 1990. november 4.    | 20,90 millió |
| 88.  | 8.  | Nagy öröm a kiskert (Wabbit Season)                     | Gerry Cohen | Ron Leavitt & Michael G. Moye                      | 1990. november 11.   | 18,90 millió |
| 89.  | 9.  | Al az ellenállhatatlan (Do Ya Think I'm Sexy)           | Gerry Cohen | Kevin Curran                                       | 1990. november 18.   | 20,40 millió |
| 90.  | 10. | Kelly, az önálló (One Down, Two to Go)                  | Gerry Cohen | Ralph R. Farquhar                                  | 1990. november 25.   | 24,20 millió |
| 91.  | 11. | Az örökség (And Baby Makes Money)                       | Gerry Cohen | Art Everett                                        | 1990. december 16.   | 17,60 millió |
| 92.  | 12. | Marcy férjhez megy (Married... with Who)                | Gerry Cohen | Ellen L. Fogle                                     | 1991. január 6.      | 20,80 millió |
| 93.  | 13. | A keresztapa (The Godfather)                            | Gerry Cohen | Ralph R. Farquhar                                  | 1991. február 3.     | 20,10 millió |
| 94.  | 14. | Nicsak, ki csahol? (Look Who's Barking)                 | Gerry Cohen | Katherine Green                                    | 1991. február 10.    | 18,60 millió |
| 95.  | 15. | Ha egyszer a férfi… (A Man's Castle)                    | Gerry Cohen | Stacie Lipp                                        | 1991. február 17.    | 10,20 millió |
| 96.  | 16. | Az iskola visszavár (All Night Security Dude)           | Gerry Cohen | Glenn Eichler & Peter Gaffney                      | 1991. február 24.    | 20,70 millió |
| 97.  | 17. | Régi emlékek (Oldies But Young 'Uns)                    | Gerry Cohen | Bill Prady                                         | 1991. március 17.    | 16,70 millió |
| 98.  | 18. | Disznószerencse (Weenie Tot Lovers & Other Strangers)   | Gerry Cohen | Kevin Curran                                       | 1991. március 24.    | 18,70 millió |
| 99.  | 19. | Remélem, ágyban vagytok már (Kids! Wadaya Gonna Do?)    | Linda Day   | Ellen L. Fogle                                     | 1991. április 7.     | 19,00 millió |
| 100. | 20. | Pillantás a csúcsra (Top of the Heap)                   | Gerry Cohen | Ron Leavitt & Arthur Silver                        | 1991. április 7.     | 18,00 millió |
| 101. | 21. | Vásárlási láz, 1. rész (You Better Shop Around: Part 1) | Linda Day   | J.D. Brancato & Michael Ferris                     | 1991. április 14.    | 21,30 millió |
| 102. | 22. | Vásárlási láz, 2. rész (You Better Shop Around: Part 2) | Linda Day   | Stacie Lipp                                        | 1991. április 21.    | 23,10 millió |
| 103. | 23. | Aranyásók, 1. rész (Route 666: Part 1)                  | Gerry Cohen | Katherine Green                                    | 1991. április 28.    | 16,50 millió |
| 104. | 24. | Aranyásók, 2. rész (Route 666: Part 2)                  | Gerry Cohen | Ralph R. Farquhar                                  | 1991. május 5.       | 20,70 millió |
| 105. | 25. | Tenyész-Brúnó (Buck the Stud)                           | Gerry Cohen | Chip Johannessen & John Rinker                     | 1991. május 19.      | 16,60 millió |

## 6. évad (1991-1992)
| Sor. | Év. | Cím                                                                     | Rendező       | Író                                           | Premier              | Nézettség    |
| ---- | --- | ----------------------------------------------------------------------- | ------------- | --------------------------------------------- | -------------------- | ------------ |
| 106. | 1.  | Babára várva, 1. rész (She's Having My Baby: Part 1)                    | Gerry Cohen   | Ron Leavitt & Michael G. Moye                 | 1991. szeptember 8.  | 29,20 millió |
| 107. | 2.  | Babára várva, 2. rész (She's Having My Baby: Part 2)                    | Gerry Cohen   | Kevin Curran                                  | 1991. szeptember 15. | 23,70 millió |
| 108. | 3.  | Al kalapácsa (If Al Had a Hammer)                                       | Gerry Cohen   | Kevin Curran                                  | 1991. szeptember 22. | 26,10 millió |
| 109. | 4.  | Sajt, golyó és vér (Cheese, Cues and Blood)                             | Gerry Cohen   | Történet: Allan Davis Tévéjáték: Brian Scully | 1991. szeptember 29. | 22,60 millió |
| 110. | 5.  | Komám uram, hol az asztal? (Looking for a Desk in All the Wrong Places) | Gerry Cohen   | Stacie Lipp                                   | 1991. október 6.     | 21,60 millió |
| 111. | 6.  | Brúnónak csikar a hasa (Buck Has a Bellyache)                           | Gerry Cohen   | Ellen L. Fogle                                | 1991. október 13.    | 19,70 millió |
| 112. | 7.  | Ha én most láthatnám magam! (If I Could See Me Now)                     | Amanda Bearse | Gabrielle Topping                             | 1991. október 27.    | 18,00 millió |
| 113. | 8.  | Isten cipője (God's Shoes)                                              | Gerry Cohen   | Ellen L. Fogle                                | 1991. november 3.    | 18,50 millió |
| 114. | 9.  | Kelly meghódítja Hollywoodot, 1. rész (Kelly Does Hollywood: Part 1)    | Gerry Cohen   | Larry Jacobson                                | 1991. november 10.   | 19,70 millió |
| 115. | 10. | Kelly meghódítja Hollywoodot, 2. rész (Kelly Does Hollywood: Part 2)    | Gerry Cohen   | Larry Jacobson                                | 1991. november 17.   | 15,00 millió |
| 116. | 11. | Al Bundy, a cipőkopó (Al Bundy, Shoe Dick)                              | Gerry Cohen   | Larry Jacobson                                | 1991. november 24.   | 22,40 millió |
| 117. | 12. | Al utolsó megkísértése (So This Is How Sinatra Felt)                    | Gerry Cohen   | Stacie Lipp                                   | 1991. december 1.    | 21,70 millió |
| 118. | 13. | Al Bundy hagyatéka (I Who Have Nothing)                                 | Gerry Cohen   | Katherine Green                               | 1991. december 22.   | 19,00 millió |
| 119. | 14. | Veszedelmes társasjátékok (The Mystery of Skull Island)                 | Gerry Cohen   | Kevin Curran                                  | 1992. január 5.      | 23,10 millió |
| 120. | 15. | Al Bundy, szupersztár (Just Shoe It)                                    | Gerry Cohen   | Lisa Chernin                                  | 1992. január 19.     | 20,80 millió |
| 121. | 16. | Bud férfivá avatása (Rites of Passage)                                  | Gerry Cohen   | Ilunga Adell                                  | 1992. február 9.     | 18,80 millió |
| 122. | 17. | Steve tojása (The Egg and I)                                            | Gerry Cohen   | Ellen L. Fogle                                | 1992. február 16.    | 23,10 millió |
| 123. | 18. | Buli az Anthrax-szel (My Dinner With Anthrax)                           | Gerry Cohen   | Larry Jacobson                                | 1992. február 23.    | 22,40 millió |
| 124. | 19. | Megszállott bosszúálló (Psychic Avengers)                               | Amanda Bearse | Calvin Brown, Jr.                             | 1992. március 1.     | 18,30 millió |
| 125. | 20. | Nem I.Q. kérdése (Hi I.Q)                                               | Gerry Cohen   | Steve Crider                                  | 1992. március 22.    | 22,70 millió |
| 126. | 21. | Tanárnők kedvence (Teacher Pets)                                        | Gerry Cohen   | Katherine Green                               | 1992. április 5.     | 23,50 millió |
| 127. | 22. | Kelly munkát vállal (The Goodbye Girl)                                  | Gerry Cohen   | Stacie Lipp                                   | 1992. április 19.    | 19,80 millió |
| 128. | 23. | Benzinkúti show (The Gas Station Show)                                  | Gerry Cohen   | Michael G. Moye & Ron Leavitt                 | 1992. április 26.    | 20,60 millió |
| 129. | 24. | Anglia 1. rész (England Show: Part 1)                                   | Gerry Cohen   | Ellen L. Fogle                                | 1991. május 3.       | 19,00 millió |
| 130. | 25. | Anglia 2. rész (England Show: Part 2)                                   | Gerry Cohen   | Stacie Lipp                                   | 1991. május 10.      | 18,60 millió |
| 131. | 26. | Anglia 3. rész (England Show: Part 3)                                   | Gerry Cohen   | Kevin Curran                                  | 1991. május 17.      | 17,10 millió |

## 7. évad (1992-1993)
| Sor. | Év. | Cím                                                         | Rendező        | Író                                                             | Premier              | Nézettség    |
| ---- | --- | ----------------------------------------------------------- | -------------- | --------------------------------------------------------------- | -------------------- | ------------ |
| 132. | 1.  | A hetedik (Magnificent Seven)                               | Gerry Cohen    | Arthur Silver                                                   | 1992. szeptember 13. | 22,80 millió |
| 133. | 2.  | Mégis, ki a rossz? (T-R-A-Something-Something Spells Tramp) | Gerry Cohen    | Ron Leavitt & Ellen L. Fogle                                    | 1992. szeptember 20. | 21,40 millió |
| 134. | 3.  | Boldog születésnapot, Bundy-k! (Every Bundy Has a Birthday) | Gerry Cohen    | Richard Gurman                                                  | 1992. szeptember 27. | 19,80 millió |
| 135. | 4.  | Al pácban (Al On the Rocks)                                 | Gerry Cohen    | Andrew Smith                                                    | 1992. október 4.     | 22,20 millió |
| 136. | 5.  | Hálószobatitkok (What I Did For Love)                       | Gerry Cohen    | Ellen L. Fogle                                                  | 1992. október 11.    | 20,70 millió |
| 137. | 6.  | Nőt akarok! (Frat Chance)                                   | Gerry Cohen    | Larry Jacobson                                                  | 1992. október 25.    | 19,00 millió |
| 138. | 7.  | Válaszd a sört! (The Chicago Wine Party)                    | Gerry Cohen    | Stacie Lipp                                                     | 1992. november 1.    | 14,30 millió |
| 139. | 8.  | Kelly már nem lakik itt (Kelly Doesn't Live Here Anymore)   | Amanda Bearse  | Gabrielle Topping                                               | 1992. november 8.    | 18,50 millió |
| 140. | 9.  | A rock nagyjai (Rock of Ages)                               | Gerry Cohen    | Al Aidekman                                                     | 1992. november 15.   | 14,80 millió |
| 141. | 10. | A cipőügynök halála (Death of a Shoe Salesman)              | Gerry Cohen    | Stacie Lipp                                                     | 1992. november 22.   | 20,00 millió |
| 142. | 11. | Bud bugyibulija (Old College Try)                           | Gerry Cohen    | Történet: P. Sharon Tévéjáték: Diane Burroughs & Joey Gutierrez | 1992. december 13.   | 16,80 millió |
| 143. | 12. | Karácsony Bundy módra (Christmas)                           | Gerry Cohen    | Ellen L. Fogle                                                  | 1992. december 20.   | 19,10 millió |
| 144. | 13. | A menyasszony félrelép (The Wedding Show)                   | Gerry Cohen    | Arthur Silver                                                   | 1993. január 10.     | 19,10 millió |
| 145. | 14. | Al, a bűvös horgász (It Doesn't Get Any Better Than This)   | Sam W. Orender | Michael G. Moye                                                 | 1993. január 24.     | 19,40 millió |
| 146. | 15. | Szende motorosok (Heels on Wheels)                          | Gerry Cohen    | Stacie Lipp                                                     | 1993. február 7.     | 18,80 millió |
| 147. | 16. | Mr. Üresnadrág (Mr. Empty Pants)                            | Gerry Cohen    | George Tricker                                                  | 1993. február 14.    | 15,70 millió |
| 148. | 17. | Nincs felsülés (You Can't Miss)                             | Amanda Bearse  | Joel Valentincic & Scott Zimbler                                | 1993. február 21.    | 20,50 millió |
| 149. | 18. | Peggy és a kalózok (Peggy and the Pirates)                  | Gerry Cohen    | Richard Gurman                                                  | 1993. február 28.    | 20,20 millió |
| 150. | 19. | Hajrá, Al bácsi! (Go For the Old)                           | Gerry Cohen    | Stacie Lipp                                                     | 1993. március 14.    | 18,40 millió |
| 151. | 20. | Illetéktelen behatolás (Un-Alful Entry)                     | Amanda Bearse  | Larry Jacobson                                                  | 1993. március 28.    | 17,40 millió |
| 152. | 21. | A moziban (Movie Show)                                      | Gerry Cohen    | Ellen L. Fogle                                                  | 1993. április 11.    | 16,50 millió |
| 153. | 22. | Míg a halál el nem választ (Til Death Do Us Part)           | Gerry Cohen    | Stacie Lipp                                                     | 1993. április 25.    | 16,00 millió |
| 154. | 23. | A kezed a bilibe lóg (This Time to Smell the Roses)         | Gerry Cohen    | Kevin Curran                                                    | 1993. május 2.       | 15,00 millió |
| 155. | 24. | Biztosítási csalás (Old Insurance Dodge)                    | Gerry Cohen    | Larry Jacobson                                                  | 1993. május 9.       | 14,20 millió |
| 156. | 25. | Esküvői bosszúhadjárat (Wedding Repercussions)              | Gerry Cohen    | Arthur Silver                                                   | 1993. május 16.      | 17,70 millió |
| 157. | 26. | Tisztességtelen ajánlat (The Proposition)                   | Gerry Cohen    | Arthur Silver                                                   | 1993. május 23.      | 16,00 millió |

## 8. évad (1993-1994)
| Sor. | Év. | Cím                                                            | Rendező         | Író                                                          | Premier              | Nézettség    |
| ---- | --- | -------------------------------------------------------------- | --------------- | ------------------------------------------------------------ | -------------------- | ------------ |
| 158. | 1.  | Peggy nagy dobása (A Tisket, a Tasket, Can Peg Make a Basket?) | Tony Singletary | Kim Weiskopf                                                 | 1993. szeptember 5.  | 14,50 millió |
| 159. | 2.  | Egy nőért bármit (Hood 'n The Boyz)                            | Tony Singletary | Michael G. Moye                                              | 1993. szeptember 12. | 15,20 millió |
| 160. | 3.  | Bud másik énje (Proud to Be Your Bud)                          | Tony Singletary | Stacie Lipp                                                  | 1993. szeptember 19. | 15,00 millió |
| 161. | 4.  | Bundy szerencse (Luck of the Bundys)                           | Tony Singletary | Richard Gurman                                               | 1993. szeptember 26. | 17,00 millió |
| 162. | 5.  | Marcy előadja magát (Banking on Marcy)                         | Tony Singletary | Stacie Lipp                                                  | 1993. október 3.     | 16,50 millió |
| 163. | 6.  | Nincs csirke, nincs csekk (No Chicken, No Check)               | Tony Singletary | Ralph R. Farquhar                                            | 1993. október 10.    | 16,60 millió |
| 164. | 7.  | Ha eljő a halál (Take My Wife, Please)                         | Tony Singletary | Történet: Brad Yuen Tévéjáték: Peter Gaulke & Eddie Feldmann | 1993. október 24.    | 21,00 millió |
| 165. | 8.  | Nem kell házasodni (Scared Single)                             | Sam W. Orender  | Katherine Green                                              | 1993. november 7.    | 15,60 millió |
| 166. | 9.  | Elég a nőkből! (NO MA'AM)                                      | Tony Singletary | Larry Jacobson                                               | 1993. november 14.   | 12,60 millió |
| 167. | 10. | Jeffersons turné és sportbár (Dances with Weezie)              | Tony Singletary | Richard Gurman                                               | 1993. november 21.   | 19,40 millió |
| 168. | 11. | Brúnó világgá megy (Change For a Buck)                         | Amanda Bearse   | Kim Weiskopf                                                 | 1993. november 28.   | 12,90 millió |
| 169. | 12. | Egy kicsit a végéből (A Little Off the Top)                    | Sam W. Orender  | Michael G. Moye                                              | 1993. december 12.   | 12,10 millió |
| 170. | 13. | A legrosszabb karácsony (The Worst Noel)                       | Amanda Bearse   | Larry Jacobson                                               | 1993. december 19.   | 16,40 millió |
| 171. | 14. | A drága jó kanapé (Sofa So Good)                               | Amanda Bearse   | Doug McIntyre                                                | 1994. január 16.     | 21,50 millió |
| 172. | 15. | Drágám, föl vagyok nagyítva (Honey, I Blew Up Myself)          | Sam W. Orender  | Wayne Kline                                                  | 1994. január 23.     | 21,50 millió |
| 173. | 16. | Milyen zöld volt az én almám! (How Green Was My Apple)         | Gerry Cohen     | Katherine Green                                              | 1994. február 6.     | 18,70 millió |
| 174. | 17. | Valentin-napi vérfürdő (Valentine's Day Massacre)              | Gerry Cohen     | Cindy Begel                                                  | 1994. február 13.    | 18,10 millió |
| 175. | 18. | Ennyit a Dodge-ról (Get Outta Dodge)                           | Sam W. Orender  | Mark Driscoll                                                | 1994. február 20.    | 16,10 millió |
| 176. | 19. | Al tiltakozik (Field of Screams)                               | Gerry Cohen     | Al Aidekman                                                  | 1994. február 27.    | 16,80 millió |
| 177. | 20. | A D'Arcy-dosszié (The D'Arcy Files)                            | Gerry Cohen     | Ilunga Adell                                                 | 1994. március 27.    | 18,10 millió |
| 178. | 21. | Délben vagy később (Nooner or Nothing)                         | Gerry Cohen     | Nancy Neufeld                                                | 1994. április 10.    | 16,00 millió |
| 179. | 22. | Társasutazás (Ride Scare)                                      | Sam W. Orender  | Nancy Neufeld                                                | 1994. április 24.    | 16,10 millió |
| 180. | 23. | Vasfejű Haynes legendája (The Legend of Ironhead Haynes)       | Gerry Cohen     | Katherine Green                                              | 1994. május 1.       | 17,10 millió |
| 181. | 24. | Elemek és komputerek (Assault and Batteries)                   | Sam W. Orender  | David Castro                                                 | 1994. május 8.       | 17,40 millió |
| 182. | 25. | Al bedobja magát (Al Goes Deep)                                | Amanda Bearse   | Garry Bowren & Laurie Lee-Goss                               | 1994. május 15.      | 14,50 millió |
| 183. | 26. | Kelly tud valamit (Kelly Knows Something)                      | Amanda Bearse   | Al Aidekman                                                  | 1994. május 22.      | 13,20 millió |

## 9. évad (1994-1995)
| Sor. | Év. | Cím                                                                                | Rendező         | Író                                              | Premier              | Nézettség    |
| ---- | --- | ---------------------------------------------------------------------------------- | --------------- | ------------------------------------------------ | -------------------- | ------------ |
| 184. | 1.  | Cipőben a csillagokig (Shoeway to Heaven)                                          | Gerry Cohen     | Történet: Carl Studebaker Tévéjáték: Nancy Steen | 1994. szeptember 4.  | 15,10 millió |
| 185. | 2.  | Mr. Boondy sofőrje (Driving Mr. Boondy)                                            | Gerry Cohen     | Donald Beck                                      | 1994. szeptember 11. | 14,60 millió |
| 186. | 3.  | Kelly kipattan (Kelly Breaks Out)                                                  | Gerry Cohen     | Larry Jacobson                                   | 1994. szeptember 18. | 15,80 millió |
| 187. | 4.  | Marcy unokahúga (Naughty But Niece)                                                | Gerry Cohen     | David Castro                                     | 1994. szeptember 25. | 16,50 millió |
| 188. | 5.  | Nem megy az üzlet (Business Sucks)                                                 | Gerry Cohen     | Richard Gurman                                   | 1994. október 2.     | 13,30 millió |
| 189. | 6.  | Leállt az üzlet (Business Still Sucks)                                             | Gerry Cohen     | Stacie Lipp                                      | 1994. október 9.     | 14,30 millió |
| 190. | 7.  | Szüzek forródrótja (Dial B For Virgin)                                             | Amanda Bearse   | Wayne Kline                                      | 1994. október 16.    | 16,10 millió |
| 191. | 8.  | Álmatlanul Chicagóban (Sleepless in Chicago)                                       | Katherine Green | Katherine Green                                  | 1994. október 23.    | 15,70 millió |
| 192. | 9.  | Borsók a hüvelyben (No Pot to Pease In)                                            | Gerry Cohen     | John Glenn Houston                               | 1994. november 6.    | 16,30 millió |
| 193. | 10. | A nagy mérkőzés (Dud Bowl)                                                         | Gerry Cohen     | Kim Weiskopf                                     | 1994. november 13.   | 16,70 millió |
| 194. | 11. | Baseball és sztrájk (A Man For No Seasons)                                         | Amanda Bearse   | Kim Weiskopf                                     | 1994. november 27.   | 14,20 millió |
| 195. | 12. | Pszicho Aput akarom, 1. rész (I Want My Psycho Dad: Part 1)                        | Gerry Cohen     | Barry Gold                                       | 1994. december 11.   | 13,10 millió |
| 196. | 13. | Pszicho Aput akarom, 2. rész (I Want My Psycho Dad: Part 2)                        | Gerry Cohen     | David Castro                                     | 1994. december 18.   | 16,00 millió |
| 197. | 14. | Húzós ez a rázós, de főleg meztelen (The Naked and the Dead, But Mostly the Naked) | Sam W. Orender  | Michael G. Moye                                  | 1995. január 8.      | 17,80 millió |
| 198. | 15. | Kelly nagy lövése (Kelly Takes a Shot)                                             | Amanda Bearse   | Al Aidekman                                      | 1995. január 15.     | 17,70 millió |
| 199. | 16. | Keressük meg a Dodge-ot (Get the Dodge Outta Hell)                                 | Gerry Cohen     | Larry Jacobson                                   | 1995. február 5.     | 21,00 millió |
| 200. | 17. | 25. házassági évforduló Bundy módra (25 Years and What Do You Get?)                | Sam W. Orender  | Donald Beck                                      | 1995. február 12.    | 16,40 millió |
| 201. | 18. | Ha jó a kedved, 1. rész (Ship Happens: Part 1)                                     | Gerry Cohen     | Michele J. Wolff                                 | 1995. február 19.    | 13,90 millió |
| 202. | 19. | Ha jó a kedved, 2. rész (Ship Happens: Part 2)                                     | Gerry Cohen     | Katherine Green                                  | 1995. február 26.    | 17,40 millió |
| 203. | 20. | Larry Storch minden vonalon (Something Larry This Way Comes)                       | Amanda Bearse   | Alison Taylor                                    | 1995. március 12.    | 16,50 millió |
| 204. | 21. | Bingo és sör (And Bingo Was Her Game-O)                                            | Gerry Cohen     | Laurie Lee-Goss & Garry Bowren                   | 1995. március 26.    | 14,60 millió |
| 205. | 22. | A kapcsoló rejtélye (User Friendly)                                                | Sam W. Orender  | Russell Marcus                                   | 1995. április 9.     | 10,40 millió |
| 206. | 23. | Al nagy mozija (Pump Fiction)                                                      | Gerry Cohen     | Kim Weiskopf & David Castro                      | 1995. április 30.    | 12,90 millió |
| 207. | 24. | Rádiómentes főiskola (Radio Free Trumaine)                                         | Gerry Cohen     | Richard Gurman & Stacie Lipp                     | 1995. május 7.       | 10,50 millió |
| 208. | 25. | Al cipő nélkül (Shoeless Al)                                                       | Amanda Bearse   | Bootsie                                          | 1995. május 14.      | 10,50 millió |
| 209. | 26. | Kelly titkos imádója (The Undergraduate)                                           | Amanda Bearse   | Fran E. Kaufer                                   | 1995. május 21.      | 13,90 millió |

## 10. évad (1995-1996)
| Sor. | Év. | Cím                                                                                                  | Rendező        | Író                                           | Premier              | Nézettség    |
| ---- | --- | --- | -------------- | --------------------------------------------- | -------------------- | ------------ |
| 210. | 1.  | Találd ki, ki jön reggelire, ebédre és vacsorára (Guess Who's Coming to Breakfast, Lunch and Dinner) | Gerry Cohen    | Russell Marcus                                | 1995. szeptember 17. | 15,50 millió |
| 211. | 2.  | Cipőbolt kilátással (A Shoe Room with a View)                                                        | Gerry Cohen    | Richard Gurman & Stacie Lipp                  | 1995. szeptember 24. | 13,40 millió |
| 212. | 3.  | Requiem egy halott kutyáért (Requiem For a Dead Briard)                                              | Gerry Cohen    | Michael G. Moye                               | 1995. október 1.     | 13,30 millió |
| 213. | 4.  | Al tiszteletes (Reverend Al)                                                                         | Gerry Cohen    | Kim Weiskopf                                  | 1995. október 8.     | 12,00 millió |
| 214. | 5.  | Kelly világmegváltó felfedezése (How Bleen Was My Kelly)                                             | Amanda Bearse  | Daniel O'Keefe                                | 1995. október 15.    | 12,30 millió |
| 215. | 6.  | A gyengébb nem (The Weaker Sex)                                                                      | Amanda Bearse  | Dvora Inwood                                  | 1995. október 22.    | 9,70 millió  |
| 216. | 7.  | A poszméh szárnyalása (Flight of the Bumblebee)                                                      | Gerry Cohen    | Calvin Brown, Jr.                             | 1995. október 29.    | 17,70 millió |
| 217. | 8.  | Szőke és még szőkébb (Blond and Blonder)                                                             | Gerry Cohen    | Stacie Lipp & Richard Gurman                  | 1995. november 5.    | 15,10 millió |
| 218. | 9.  | A két szökevény (The Two that Got Away)                                                              | Amanda Bearse  | Al Aidekman                                   | 1995. november 19.   | 13,50 millió |
| 219. | 10. | Al eredményjelző táblája (Dud Bowl II)                                                               | Gerry Cohen    | Kim Weiskopf                                  | 1995. november 26.   | 11,60 millió |
| 220. | 11. | Medvevadászok (Bearly Men)                                                                           | Gerry Cohen    | Russell Marcus                                | 1995. december 3.    | 15,30 millió |
| 221. | 12. | Al a házassági tanácsadó (Love Conquers Al)                                                          | Gerry Cohen    | Paul Corrigan & Brad Walsh                    | 1995. december 10.   | 13,20 millió |
| 222. | 13. | Torkos Borz és a fiúk (I Can't Believe It's Butter)                                                  | Sam W. Orender | Scott Zimbler & Joel Valentincic              | 1995. december 17.   | 13,20 millió |
| 223. | 14. | Bud, Kelly és a gengszter, 1. rész (The Hood, the Bud and the Kelly: Part 1)                         | Gerry Cohen    | Dvora Inwood                                  | 1996. január 7.      | 15,70 millió |
| 224. | 15. | Bud, Kelly és a gengszter, 2. rész (The Hood, the Bud and the Kelly: Part 2)                         | Gerry Cohen    | Daniel O'Keefe                                | 1996. január 14.     | 12,60 millió |
| 225. | 16. | Naptár lány (Calendar Girl)                                                                          | Amanda Bearse  | Fran E. Kaufer                                | 1996. február 4.     | 14,10 millió |
| 226. | 17. | Marcy ajándéka (The Agony and the Extra C)                                                           | Sam W. Orender | Jimmy Alack & Jim Kelly                       | 1996. február 11.    | 15,20 millió |
| 227. | 18. | Tavaszi szünet, 1. rész (Spring Break: Part 1)                                                       | Gerry Cohen    | Kim Weiskopf                                  | 1996. február 18.    | 14,00 millió |
| 228. | 19. | Tavaszi szünet, 2. rész (Spring Break: Part 2)                                                       | Gerry Cohen    | Calvin Brown, Jr.                             | 1996. február 25.    | 13,40 millió |
| 229. | 20. | Mindenkinek megvan az ára (Turning Japanese)                                                         | Sam W. Orender | Fran E. Kaufer                                | 1996. március 17.    | 12,20 millió |
| 230. | 21. | Építsünk kutyaólat! (Al Goes to the Dogs)                                                            | Sam W. Orender | Garry Bowren & Laurie Lee-Goss                | 1996. március 24.    | 12,30 millió |
| 231. | 22. | Ellenségek (Enemies)                                                                                 | Gerry Cohen    | Richard Gurman & Stacie Lipp & Russell Marcus | 1996. április 14.    | 10,80 millió |
| 232. | 23. | Szex a könyvtárban (Bud Hits the Books)                                                              | Sam W. Orender | Stacie Lipp                                   | 1996. április 28.    | 9,70 millió  |
| 233. | 24. | Csók a kávéreklámban (Kiss of the Coffee Woman)                                                      | Sam W. Orender | Történet: Todd Newman Tévéjáték: Dvora Inwood | 1996. május 5.       | 11,90 millió |
| 234. | 25. | Az olimpiai láng (Torch Song Duet)                                                                   | Gerry Cohen    | Donelle Q. Buck                               | 1996. május 19.      | 13,70 millió |
| 235. | 26. | Tréfamesterek (The Joke's on Al)                                                                     | Gerry Cohen    | Calvin Brown, Jr.                             | 1996. május 19.      | 13,40 millió |

## 11. évad (1996-1997)
| Sor. | Év. | Cím                                                                           | Rendező         | Író                                                                                 | Premier              | Nézettség    |
| ---- | --- | ----------------------------------------------------------------------------- | --------------- | ----------------------------------------------------------------------------------- | -------------------- | ------------ |
| 236. | 1.  | A tornádó (Twisted)                                                           | Gerry Cohen     | Richard Gurman                                                                      | 1996. szeptember 28. | 8,30 millió  |
| 237. | 2.  | Al, a zsaroló (Children of the Corns)                                         | Amanda Bearse   | Matthew Berry & Eric Abrams                                                         | 1996. október 5.     | 7,40 millió  |
| 238. | 3.  | Kelly, a szűz (Kelly's Gotta Habit)                                           | Amanda Bearse   | Laurie Lee-Goss & Garry Bowren                                                      | 1996. október 12.    | 6,70 millió  |
| 239. | 4.  | Rekviem az öreg Dodge-ért, 1. rész (Requiem For a Chevyweight: Part 1)        | Gerry Cohen     | Steve Faber & Bob Fisher                                                            | 1996. november 10.   | 13,30 millió |
| 240. | 5.  | Rekviem az öreg Dodge-ért, 2. rész (Requiem For a Chevyweight: Part 2)        | Amanda Bearse   | Russell Marcus                                                                      | 1996. november 17.   | 9,10 millió  |
| 241. | 6.  | Hálaadás Bundy-módra (A Bundy Thanksgiving)                                   | Amanda Bearse   | Vince Cheung & Ben Montanio                                                         | 1996. november 24.   | 10,10 millió |
| 242. | 7.  | Ha nincsenek Bundy-ék, cincognak D'Arcy-ék (The Juggs Have Left the Building) | Gerry Cohen     | Vince Cheung & Ben Montanio                                                         | 1996. december 1.    | 8,50 millió  |
| 243. | 8.  | Boldog Karácsonyt! (God Help Ye Merry Bundymen)                               | Amanda Bearse   | Steve Faber & Bob Fisher                                                            | 1996. december 22.   | 8,90 millió  |
| 244. | 9.  | Perelnek a kövérek (Crimes Against Obesity)                                   | Amanda Bearse   | Russell Marcus                                                                      | 1996. december 29.   | 12,40 millió |
| 245. | 10. | Peg megváltozik (The Stepford Peg)                                            | Amanda Bearse   | Valerie Ahern & Christian McLaughlin                                                | 1997. január 6.      | 7,78 millió  |
| 246. | 11. | Bud tündöklése és bukása (Bud on the Side)                                    | Sam W. Orender  | Valerie Ahern & Christian McLaughlin                                                | 1997. január 13.     | 8,17 millió  |
| 247. | 12. | Bűn és bűnhődés (Grime and Punishment)                                        | Sam W. Orender  | Steve Faber & Bob Fisher                                                            | 1997. január 20.     | 6,87 millió  |
| 248. | 13. | Szemétsereg (T*R*A*S*H)                                                       | Amanda Bearse   | Történet: Todd Newman & David Faustino Tévéjáték: Terry Maloney & Mindy Morgenstern | 1997. január 27.     | 7,12 millió  |
| 249. | 14. | Szakítani könnyű, 1. rész (Breaking Up Is Easy to Do: Part 1)                 | Mark K. Samuels | Eric Abrams & Matthew Berry                                                         | 1997. február 24.    | 11,85 millió |
| 250. | 15. | Szakítani könnyű, 2. rész (Breaking Up Is Easy to Do: Part 2)                 | Gerry Cohen     | Russell Marcus                                                                      | 1997. február 24.    | 11,85 millió |
| 251. | 16. | Szakítani könnyű, 3. rész (Breaking Up Is Easy to Do: Part 3)                 | Gerry Cohen     | Russell Marcus                                                                      | 1997. március 3.     | 10,11 millió |
| 252. | 17. | A nudibár gyöngye (Live Nude Peg)                                             | Amanda Bearse   | Matthew Berry & Eric Abrams                                                         | 1997. március 10.    | 9,71 millió  |
| 253. | 18. | Kelly csodaországban (A Babe in Toyland)                                      | Gerry Cohen     | Valerie Ahern & Christian McLaughlin                                                | 1997. március 17.    | 7,77 millió  |
| 254. | 19. | Szülinapi ajándék (Birthday Boy Toy)                                          | Gerry Cohen     | Terry Maloney & Mindy Morgenstern                                                   | 1997. március 31.    | 9,12 millió  |
| 255. | 20. | Átkozott Bundy-k (Damn Bundys)                                                | Richard Correll | Ben Montanio & Vince Cheung                                                         | 1997. április 28.    | 9,73 millió  |
| 256. | 21. | Meleg barátok (Lez Be Friends)                                                | Gerry Cohen     | Pamela Eells                                                                        | 1997. április 28.    | 10,17 millió |
| 257. | 22. | Fél óra keserűség (The Desperate Half-Hour)                                   | Gerry Cohen     | Valerie Ahern & Christian McLaughlin                                                | 1997. május 5.       | 15,20 millió |
| 258. | 23. | Hogyan menjünk hozzá egy hülyéhez? (How to Marry a Moron)                     | Gerry Cohen     | Történet: Vince Cheung & Ben Montanio Tévéjáték: Russell Marcus & Pamela Eells      | 1997. május 5.       | 15,20 millió |
| 259. | 24. | Chicago-i cipőtőzsde (Chicago Shoe Exchange)                                  | Mark K. Samuels | Matthew Berry & Eric Abrams                                                         | 1997. június 9.      | 6,26 millió  |